# Corvara (Beverino)
(Agostino Giustiniani)
Corvara (Corvàa in ligure) è una frazione di 46 abitanti nel comune di Beverino, nella bassa val di Vara, in provincia della Spezia.

## Origine del nome
Il toponimo Corvara è largamente diffuso in Italia, ad esempio in Veneto, Corbara e Corbera, o in provincia di Bolzano, Corvara in Badia.
Alla base del zoonimo potrebbe esserci il latino corvarium - "luogo frequentato dai corvi", derivante da corvus, con il suffisso neutro plurale in –aria per indicare collettività. Qualcuno vuole che il toponimo possa anche derivare dalla forma dialettale corbe - "grosse cesto di vimini".

## Storia

### Età medievale
Secondo alcuni la prima citazione ufficiale del borgo storico di Corvara è risalente ad un documento del 1077 dell'imperatore Enrico VI di Svevia, ma altri ritengono che nel diploma si faccia riferimento a un'altra località di nome simile in Val di Magra. In ogni caso esiste una attestazione precedente, del 1070, dal Codice Pelavicino in cui è attestato tale Bonfilius de Corvaria. Importante per la sua posizione strategica fu dapprima dominio degli Estensi e in seguito di signori locali che infeudarono Corvara e il borgo di Ponzò.
Ceduto con diploma imperiale di Federico II ad Obizzo Malaspina nel 1163, il feudo di Corvara fu quindi venduto alla Repubblica di Genova nel 1211 da parte dei piccoli notabili locali, capeggiati da Begino e dal nipote Guibertino. Essi attuarono una scelta di campo non condivisa da tutta la Comunità, sicuramente dettata dai loro interessi familiari. Gli interessi economici pesavano davvero, come dimostreranno i fatti al consolidarsi del potere genovese su tutto il Levante ligure che vedrà la gente di Corvara andare a servire la flotta genovese, fare affari in giro per il Mediterraneo nelle colonie della Serenissima. La vendita a Genova scatena le ire di Guglielmo e Corrado Malaspina che cercarono di alimentare tensioni in seno alla Podesteria: l’occasione per mettere in atto una vera e propria ribellione con la complicità di parte della popolazione è datata all'agosto 1216 quando, approfittando dell’assenza del podestà recatosi a Vernazza con alcune guardie del corpo, Saladino, uno dei figli di Begino, occupa il castrum per consegnarlo ai Malaspina. La reazione di Genova non si fa attendere: il borgo è messo a ferro e fuoco e il castello occupato ma non distrutto. È il 1218: la resa dei Malaspina è definitiva.
In seguito possedimento della famiglia Fieschi, dal 1271 seguì le sorti della Repubblica di Genova che nel 1276 eresse Corvara a sede di podesteria nel levante ligure, inizialmente avente giurisdizione territoriale su Casale, Cassana, Ponzò, Riccò del Golfo, Valdipino e Pignone, perdendo nel 1458, anno di creazione del Vicariato della Spezia, la giurisdizione su Riccò, Ponzò e Valdipino.
All'inizio del XV secolo la Comunità di Corvara si dotò dei Capitula Comunis Terre et Castri Corvarie, antecedenti al 23 settembre 1407, approvati il 23 settembre 1407 dal Governatore Jean II Le Meingre "Boucicaut".

### Età moderna
Dal 1522 Corvara seguì le vicissitudini della Repubblica Genovese, stilando come Comunità autonoma ben quattro Capitoli campestri tra il 1608 e il 1624:
- Capitoli campestri stilati il 29 giugno 1608.
- Capitoli campestri stilati il 2 giugno 1611, approvati il 12 luglio 1611 dal doge Alessandro Giustiniani Longo.
- Capitoli campestri stilati il 5 agosto 1619, approvati l'11 settembre 1619 dal doge Pietro Durazzo.
- Capitoli campestri stilati il 2 giugno 1624, approvati il 12 giugno 1627 dal doge Giacomo Lomellini.[9]

Il dominio napoleonico sull'Italia all'inizio del XIX secolo modificò radicalmente l'aspetto giuridico della zona: con decreto del 1º agosto 1797 l'intera provincia spezzina venne denominata "Distretto del Golfo di Venere" fino al 28 aprile 1798, quando i Distretti vennero cambiati in Giurisdizioni; la provincia spezzina ottenne così il nome di "Giurisdizione del Golfo di Venere", comprendente otto cantoni; Corvara venne inserita nel V°, con capoluogo Beverino, assieme a Polverara e Padivarma.

### Età contemporanea
Nel 1852 l’archivio della Podesteria fu alienato dal Comune di Beverino, di cui Corvara era entrata a far parte, per farne “carta da involgere” necessaria per restaurare con il ricavato la sala consiliare. L’incendio alla fine del secondo conflitto mondiale del palazzo De Lucchini, appartenente alla nobile famiglia originaria di Corvara trasferitasi nel Cinquecento a Pignone con una ricchissima biblioteca andata distrutta, ha cancellato definitivamente la storia di una antica Podesteria e dei suoi ribelli.

## Monumenti e luoghi d'interesse

### Architetture religiose
- Chiesa di San Michele Arcangelo. La parrocchiale fu edificata, così come si apprende da una lapide nel prospetto, dal 10 marzo del 1300. L'attuale struttura è frutto del successivo ampliamento del XVIII secolo.
- Santuario della Madonna del Trezzo. Risalente al XVI secolo, edificato secondo la devozione popolare per ringraziare la Vergine dai salvataggi compiuti dall’assalto dei briganti, è ubicato lungo un crocevia di strade, da cui il toponimo trivium = trezzo. Nel 1766 questo santuario veniva indicato come "del buon viaggio" o "di strada"[11]. All'interno, ad unica navata, è conservato sull'altare maggiore un dipinto raffigurante la Madonna col Bambino in trono e le Sante Lucia ed Apollonia risalente al 1586.[12]
- Oratorio della Natività di Maria, situato in piazza Cafaggio, venne realizzato tra la fine del XVI e la prima metà del XVII secolo, risulta ad oggi in stato di abbandono, mancando anche dell'altare.[8][13]
- Oratorio di Sant'Anna.[8]

### Architetture militari
- Castello di Corvara, i cui ruderi sono presenti nel territorio del borgo. L'antico castello feudale, citato dal noto cartografo della Repubblica di Genova Matteo Vinzoni, fu possedimento dei locali marchesi, signori di Corvara e di Ponzò, poi venduto per la somma di 1.800 lire alla famiglia Malaspina, nelle persone di Obizzo e Guglielmo, dopo vari contrasti con Genova per il suo controllo. I contrasti tra i marchesi locali, i Malaspina e la repubblica genovese per il possedimento del castello portarono infine ad un assedio del borgo di Corvara. Ceduto nel 1202 al vescovo di Luni Gualtiero II e dal 1273 proprietà della famiglia Fieschi (Nicola Fieschi), il castello è citato in un documento dell'epoca per lo stazionamento di Oberto Doria nella spedizione contro La Spezia. Nel 1276 fu venduto alla Repubblica di Genova dagli eredi dei Fieschi.